# Ágies Paraskiés
Ágies Paraskiés, en grec moderne : Άγιες Παρασκιές, ou Agiés Paraskiés (Αγιές Παρασκιές), est un village du dème d'Archánes-Asteroússia, dans le district régional de Héraklion, de la Crète, en Grèce. Selon le recensement de 2011, la population de Ágies Paraskiés compte 805 habitants.
Le village est situé à une altitude de 360 mètres.

## Toponymie
Le nom d’Ágies Paraskiés, « Saintes-Pénombres » en français, évoque d’anciennes églises, aujourd’hui en ruines, consacrées à Ayía Paraskeví, sainte Parascève.